# 유럽 고속도로 23호선
유럽 고속도로 23호선(European route E23)은 프랑스의 메스와 스위스의 로잔을 사이에 두고 이어주는 유럽 고속도로 노선망이며, 총 연장은 약 391km이다.

## 주요 경유지
- 프랑스 : 메스 - 낭시 - 르미르몽(영어판, 프랑스어판) - 브줄 - 브장송 (스위스 국경 지대가 강에 있음)
- 스위스 : 로잔

## 접촉하는 도로
- 메스 : E21·E25·E50·E411호선
- 낭시 : E21호선
- 르미르몽(영어판, 프랑스어판) : E512호선
- 브줄 : E54호선
- 브장송 : E60호선
- 로잔 : E25·E62호선